# 泉が丘 (金沢市)
泉が丘（いずみがおか）は、石川県金沢市の町名。住居表示実施地区で、1丁目から2丁目まである。

## 概要
泉が丘は、野町、弥生、寺町、若草町、緑が丘、泉野出町、泉が丘に囲まれている。泉が丘の歴史は鎌倉時代から江戸時代前期に遡る。

## 沿革
- 鎌倉時代 - 加賀国石川郡富樫郷泉野村が存在。
- 1871年8月29日（明治4年7月14日） - 廃藩置県により金沢県の管轄となる。
- 1872年3月10日（明治5年2月2日） - 金沢県が改称して石川県となる。
- 1889年（明治22年）4月1日 - 町村制施行により、野村発足。同村の大字泉野となる。
- 1924年（大正13年）1月1日 - 一部が金沢市に編入される。
- 1925年（大正14年）4月1日 - 野村が金沢市に編入され、同市泉が丘となる。

## 交通

### バス
- 北鉄バス（北陸鉄道・北鉄金沢バス・北鉄白山バス）　泉が丘バス停

### 道路
- 石川県道45号金沢鶴来線（泉が丘通り）
- 城南通り